# Retten sejrer
Retten sejrer er en film fra 1918 instrueret af Holger-Madsen efter manuskript af Nils Krok.